# Synagoga v Merklíně
Bývalá synagoga v Merklíně, postavená roku 1826, stojí v Sokolské ulici v obci Merklín v okrese Plzeň-jih jako čp. 126.
K bohoslužbám byla využívána do roku 1913 a poté byla přestavěna k obytným účelům a mikve v suterénu byla zrušena. Z původních stavebních prvků se dochoval pouze kamenný vstupní portál.
Nedaleko obce se také nachází židovský hřbitov.